# 营盘山公园 (衡阳)
营盘山公园，曾名古樟公园、黄巢公园，位于湖南衡阳雁峰区。

## 位置与面积
公园因地处黄巢岭，原名黄巢公园。2011年将营盘山也划入园内，因此改名营盘山公园。
2012年开园的公园一期面积为51亩，另一部分还包括营盘山划出的192亩地。

## 景观
公园进门就是一座牌坊，内有古樟广场、梅花广场、竹境广场等几个广场。
古樟广场上有黄巢和副将的雕塑，竹境广场上有成片竹林，梅花广场上有梅树，华光和尚和黄庭坚的雕塑。
公园伴山而建，内有泉涌不停的白鸡泉，有青石板铺就的台阶，精致玲珑的六角亭。
公园内有两棵在唐朝末期所栽，有1100多年的古樟树。羊肠道旁种植着丹桂树和杨梅树等珍稀植物。
据乾隆癸未年《辑清泉县志》记载，黄巢岭古樟旁曾建花光寺，北宋蜀僧华光和尚曾居花光寺悟禅。现花光寺遗址存于公园。